# アレッサンドロ・トロッター
アレッサンドロ・トロッター（Alessandro Trotter、1874年7月26日 - 1967年7月22日）は、イタリアの植物学者、昆虫学者である。 昆虫の産卵寄生などにより、植物に形成される虫こぶを研究する「虫癭(ちゅうえい)学」（cecidology）のパイオニアである。

## 略歴
ウーディネに生まれた。虫こぶについての最初の論文を書いたのは21歳の1897年で124種の虫こぶを報告し、そのうち21種はフシダニ（eriophyid mites）が引起すことを報じた。1899年から1909年の間にイタリア各地を調査し、742の虫こぶを報告する20編の論文を書いた。28歳の時、雑誌、Marcella（誌名は虫癭学のさきがけとなったマルチェロ・マルピーギに由来する。）を創刊した。パドヴァ大学の博物学の教授、ピエール・アンドレア・サッカルドの娘と結婚し、後にナポリ大学の植物病理学の教授となった。110の虫こぶに関する論文を含む400の著作を執筆した。
昆虫学の分野でも、キーファー（Jean-Jacques Kieffer）との共著を含む、タマバエ科などの新種の昆虫の記載を行った。
セリ科の植物Cymopterus trotteriなどに献名されている。

## 著作（一部）
- Flora Italica Cryptogamica. Pars I: Fungi. Fasc. IV. Uredinales (Genera: Uromyces et Puccinia). 144 pp. (1908).
- Sylloge Fungorum 23: i-xxxii, 1026 pp (1925).
- Sylloge Fungorum 24 (1): 1-703 (1926).
- Sylloge Fungorum 24 (2): 704-1438 (1928).